# Duhoborci
Duhoborci su ruska kršćanska sekta nastala u 18. stoljeću. Odbacuju svećenstvo, crkve, ikone i dogme. Propovijedaju jednakost svih ljudi, sebe smatraju borcima za duh (otud naziv). Ova sekta se brzo širila među seljaštvom, što je uznemirilo pravoslavne crkvene krugove. Carska vlada počela je proganjati duhoborce i preseljavati ih u Tavričesku guberniju i u Zakavkazje. 1898. godine oko 8000 duhoboraca preselilo se u Kanadu. U Rusiji žive u manjim neznatnim skupinama.